# Leo Cella

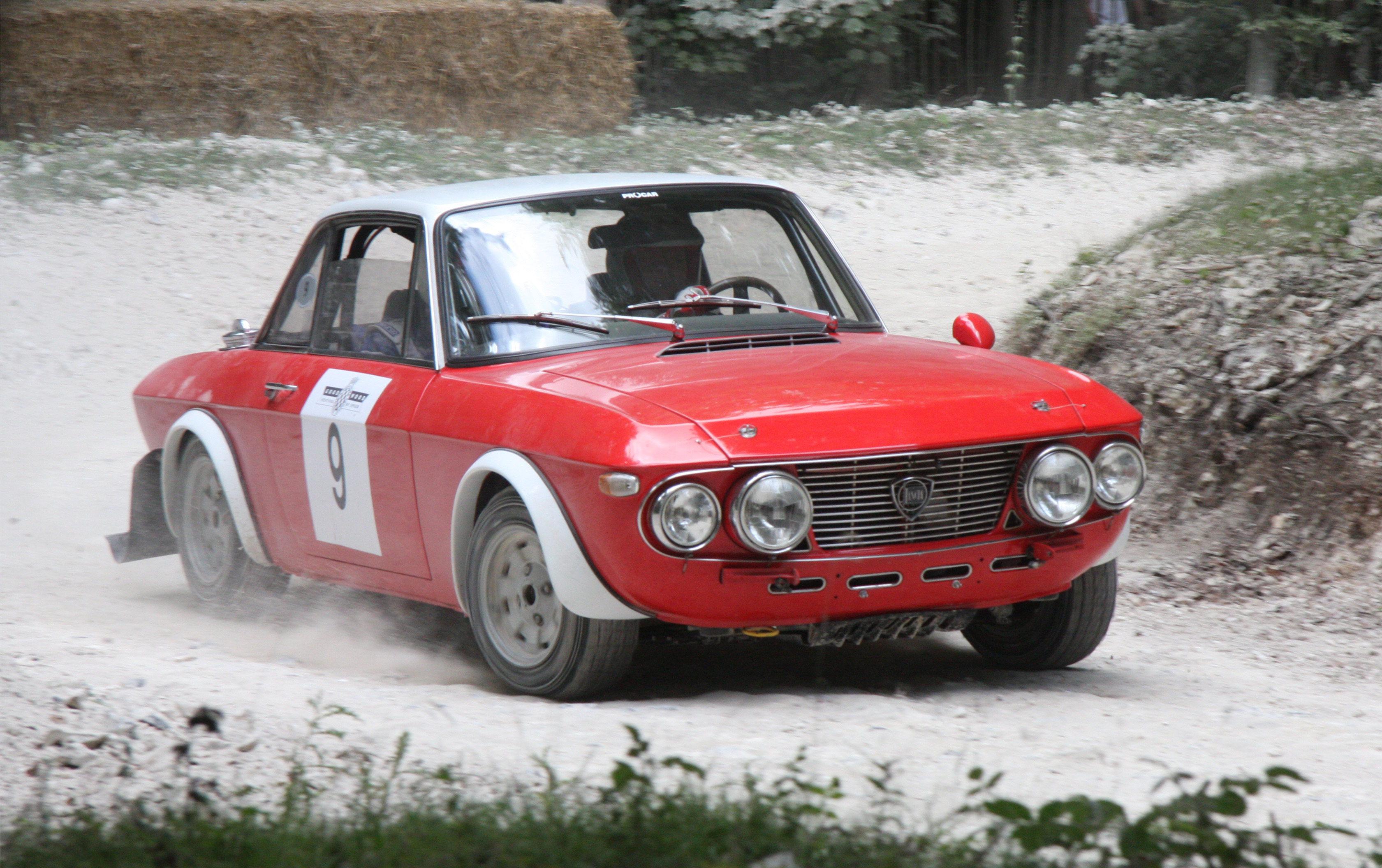
Lancia Fulvia, das Rallyefahrzeug von Leo Cella ab 1965

Leo Cella (* 1. Oktober 1938 in Rimini; † 17. Februar 1968 in Balocco) war ein italienischer Motorrad-, Rallye- und Autorennfahrer.

## Karriere

### Erste Schritte im Motorsport
Leo Cella begann seine Motorsportkarriere 1957 als Motorradrennfahrer. Im Alter von 21 Jahren bestritt er ab 1959 die italienische Straßenmeisterschaft als Werksfahrer für Aermacchi. Im Jahr 1961 wechselte er in den Automobilrennsport. Der erste Rennwagen, den er fuhr, war ein Abarth 700 Bialbero, und er gewann 1961 seine Klasse in der italienischen GT-Meisterschaft. Im selben Jahr fuhr er seine erste Rallye in der Nähe seiner Heimatstadt Sanremo in einem Volkswagen. In der Folgezeit zeigte er eine große Vorliebe für diese Rallye, die er zwei Mal gewann, 1965 und 1966.
Im Jahr 1962 fuhr Leo Cella einen Alfa Romeo Giulietta SZ bei Bergrennen und Rundstreckenrennen und gewann das Bergrennen Chamrousse Grenoble in Frankreich. Im folgenden Jahr fuhr er gemeinsam mit Franco Patria, einem anderen jungen vielversprechenden italienischen Fahrer, Rennen für Lancia Corse. Die beiden gaben ihr Debüt bei der Rallye dei Fiori. Später in der Saison teilten sie sich einen Lancia Flaminia Zagato und erreichten den 11. Platz in der Gesamtwertung der Targa Florio. Das Duo nahm auch an der ersten Ausgabe der European Touring Car Championship teil, und Cella gewann in seiner Klasse und den 9. Platz in der Gesamtwertung. In Italien fuhr er nun einen Lancia Flaminia GT. Leo Cella gewann den Titel in der 2500-cm³-Klasse in der italienischen GT-Meisterschaft 1963.

### 1964
1964 fuhr er auf einem Cooper T72 auch Rennen zur italienischen Formel-3-Meisterschaft. Sein größter Erfolg war der zweite Platz beim Lotteria-Grand-Prix in Monza hinter Giacomo Russo. Ein schwerer Unfall während des 24-Stunden-Rennens von Spa-Francorchamps im Juli 1964, der gleiche Lauf, in dem sein Lancia-Teamkollege Piero Frescobaldi sein Leben verlor, zwang ihn für etliche Tage ans Krankenbett. Es wurde daraus schließlich eine längere Rekonvaleszenz bis zum Ende des Jahres.

### 1965
Die Saison begann mit dem ersten großen Sieg Cellas bei der Rallye San Remo auf einem Lancia Fulvia 2C, mit Sergio Gamenara als Beifahrer. Dann trat er als Werksfahrer von Abarth bei Sport- und Tourenwagenrennen an. In der Sportwagen-Weltmeisterschaft feierte er 1964 bei der Targa Florio gemeinsam mit Hans Herrmann in einem Abarth 1600 Spyder einen Klassensieg und wurde Sechster in der Gesamtwertung. Dann folgte der zweite Platz beim Bergrennen Bozen-Mendel in einem Abarth-Simca 2000 GT, hinter seinem Teamkollegen Herbert Demetz. Im gleichen Auto gewann Cella das Bergrennen Garessio-San Bernardo, eine Runde in der italienischen Bergmeisterschaft. In der Tourenwagen-Meisterschaft wurde er in der Endwertung Gesamtvierter der Division 1 mit einem Fiat-Abarth 1000TC und einem Rennsieg in Zolder.

### 1966
In der Saison 1966 feierte Celle weitere internationale Erfolge bei Rundstreckenrennen. Bei Sportwagenrennen fuhr er für das Abarth-Werksteam und für Lancia Corse, und im Juni beim 24-Stunden-Rennen von Le Mans folgten der 9. Gesamtrang und der Klassensieg auf einem Werks-Alpine A210 in der 1300-cm³-Klasse. Aber er favorisierte weiterhin den Rallyesport und wurde ein prominenter Rallye-Fahrer in Italien auf dem neuen Lancia Fulvia HF 1300. Im Jahr 1966 wurde Cella mit Lombardini als Beifahrer bei der Rallye Monte Carlo Fünfter in der Gesamtwertung. Danach gewann er die Rallye dei Fiori, die Spanien-Rallye und die Rallye San Martino di Castrozza (mit Copilot Romano Ramoino), wurde Zweiter bei der Sardinien-Rallye sowie Zweiter in der Dreistädte-Rallye München–Wien–Budapest.

### 1967
Im Jahr 1967 fuhr Cella wieder Sportwagenrennen und erzielte den 14. Platz beim 12-Stunden-Rennen von Sebring mit Sandro Munari und Claudio Maglioli in einem Lancia Fulvia HF. Im Mai 1967 erreichte Leo Cella in seiner Karriere das beste Ergebnis in der Sportwagen-Weltmeisterschaft, den zweiten Gesamtrang in der 51. Targa Florio, gemeinsam mit Giampiero Biscaldi auf einem Werks-Porsche 910. Nach diesem großen Erfolg wollte die Scuderia Ferrari ihn für die 24 Stunden von Le Mans verpflichten, aber er weigerte sich, den Vertrag zu unterzeichnen, weil er sich noch nicht bereit fühlte, einen so großen Prototyp zu fahren. Er fuhr wieder einen Werks-Alpine (mit dem Franzosen Philippe Vidal als Copilot), konnte das Rennen wegen eines Öldruckproblems in der sechsten Stunde aber nicht beenden.
Die Saison 1967 endete mit dem fünften Gesamtrang bei der Tour de Corse.

### Tod in Balocco
Die Saison begann mit der Rallye Monte Carlo, in der Leo Cella mit einem neuen jungen Beifahrer fuhr, Alcide Paganelli. Luciano Lombardini fand wieder neben Sandro Munari seinen Platz. Während der Überführung von Athen nach Montecarlo hatte ihr Lancia Fulvia HF einen Verkehrsunfall in der Nähe von Skopje in Mazedonien und Lombardini starb noch am Unfallort. Cella war von Lombardinis Tod sehr betroffen, nahm aber dennoch an der Rallye teil. In Führung liegend machte sein junger Navigator einen gravierenden Fehler bei einer Wertungsprüfung, was den Sieg kostete.
Nach der Rallye Monte Carlo konzentrierte er sich auf seine neue Aufgabe als Werksfahrer für das Team Autodelta-Alfa Romeo im Hinblick auf die Sportwagen-Weltmeisterschaft. Sein erster Einsatz als Alfa-Romeo-Fahrer war beim 24-Stunden-Rennen von Daytona. Cella fuhr einen Alfa Romeo GTA 1600 mit Teodoro Zeccoli und Giampiero Biscaldi als Copilot und erreichte den 20. Gesamtrang.
Zurück in Italien bestritt Leo Cella auf dem Alfa-Romeo-Testgelände in Balocco, in der Nähe von Mailand, Testfahrten mit einem Alfa Romeo Tipo 33, als Vorbereitung für die 12 Stunden von Sebring im März 1968. Während des Tests kam er von der Strecke ab und starb beim Aufprall auf eine Barriere.
Nach dem tödlichen Unfall Cellas wurde die Strecke von Balocco für eine Weile von den italienischen Behörden geschlossen.

## Statistik

### Le-Mans-Ergebnisse
| Jahr | Team                           | Fahrzeug    | Teamkollege     | Platzierung            | Ausfallgrund |
| ---- | ------------------------------ | ----------- | --------------- | ---------------------- | ------------ |
| 1966 | Société des Automobiles Alpine | Alpine A210 | Henri Grandsire | Rang 9 und Klassensieg |              |
| 1967 | Société des Automobiles Alpine | Alpine A210 | Philippe Vidal  | Ausfall                | kein Öldruck |

### Sebring-Ergebnisse
| Jahr | Team         | Fahrzeug         | Teamkollege      | Teamkollege   | Platzierung | Ausfallgrund |
| ---- | ------------ | ---------------- | ---------------- | ------------- | ----------- | ------------ |
| 1967 | H.F. Squadra | Lancia Fulvia HF | Claudio Maglioli | Sandro Munari | Rang 14     |              |

### Einzelergebnisse in der Sportwagen-Weltmeisterschaft
| Saison | Team                  | Rennwagen                                                                    | 1   | 2   | 3   | 4   | 5   | 6   | 7   | 8   | 9   | 10  | 11  | 12  | 13  | 14  | 15  | 16  | 17  | 18  | 19  | 20  | 21  | 22  |
| ------ | --------------------- | ---------------------------------------------------------------------------- | --- | --- | --- | --- | --- | --- | --- | --- | --- | --- | --- | --- | --- | --- | --- | --- | --- | --- | --- | --- | --- | --- |
| 1963   | Leo Cella             | Lancia Flaminia Lancia Flavia                                                | DAY | SEB | SEB | TAR | SPA | MAI | NÜR | CON | ROS | LEM | MON | WIS | TAV | FRE | CCE | RTT | OVI | NÜR | MON | MON | TDF | BRI |
| 1963   | Leo Cella             | Lancia Flaminia Lancia Flavia                                                |     |     |     | 11  |     |     |     | 21  |     |     |     |     |     |     |     |     |     |     |     | 10  |     |     |
| 1964   | Lancia Leo Cella      | Lancia Flavia                                                                | DAY | SEB | TAR | MON | SPA | CON | NÜR | ROS | LEM | REI | FRE | CCE | RTT | SIM | NÜR | MON | TDF | BRI | BRI | PAR |     |     |
| 1964   | Lancia Leo Cella      | Lancia Flavia                                                                |     |     | DNF |     |     |     | DNF |     |     |     |     |     |     |     |     |     |     |     |     |     |     |     |
| 1965   | Abarth                | Abarth-Simca 1300 Bialbero Abarth 1600 OT Abarth-Simca 2000 Fiat-Abarth 1000 | DAY | SEB | BOL | MON | MON | RTT | TAR | SPA | NÜR | MUG | ROS | LEM | REI | BOZ | FRE | CCE | OVI | NÜR | BRI | BRI |     |     |
| 1965   | Abarth                | Abarth-Simca 1300 Bialbero Abarth 1600 OT Abarth-Simca 2000 Fiat-Abarth 1000 |     |     | 9   | DNF |     |     | 6   |     | DNF |     | 9   |     |     | 2   | 11  |     | 27  | 9   |     |     |     |     |
| 1966   | Abarth Lancia Alpine  | Abarth 1300 OT Lancia Fulvia Alpine A210                                     | DAY | SEB | MON | TAR | SPA | NÜR | LEM | MUG | CCE | HOK | SIM | NÜR | ZEL |     |     |     |     |     |     |     |     |     |
| 1966   | Abarth Lancia Alpine  | Abarth 1300 OT Lancia Fulvia Alpine A210                                     |     |     | DNF | 11  |     | 15  | 9   | 27  |     |     |     |     |     |     |     |     |     |     |     |     |     |     |
| 1967   | Lancia Porsche Alpine | Lancia Fulvia Porsche 910 Alpine A210 Porsche 906                            | DAY | SEB | MON | SPA | TAR | NÜR | LEM | HOK | MUG | BRH | CCE | ZEL | OVI | NÜR |     |     |     |     |     |     |     |     |
| 1967   | Lancia Porsche Alpine | Lancia Fulvia Porsche 910 Alpine A210 Porsche 906                            |     | 14  |     |     | 2   |     | DNF |     | 5   |     |     |     |     |     |     |     |     |     |     |     |     |     |
| 1968   | Autodelta             | Alfa Romeo GTA                                                               | DAY | SEB | BRH | MON | TAR | NÜR | SPA | WAT | ZEL | LEM |     |     |     |     |     |     |     |     |     |     |     |     |
| 1968   | Autodelta             | Alfa Romeo GTA                                                               | 20  |     |     |     |     |     |     |     |     |     |     |     |     |     |     |     |     |     |     |     |     |     |